# Fiat 2411 Cansa
Fiat 2411 Cansa — троллейбус, выпускавшийся с середины 1950-х годов, заменив Fiat 2401 Cansa по начало 1960-х, когда начался выпуск Fiat 2411/1 Cansa.

## Характеристика
Это троллейбус длиной 11 метров с правым рулём и двумя пассажирскими дверями. Кузов был классического зелёного цвета и изготавливался фирмой Cansa из Камери. Электрооборудование поставлялось компаниями TIBB или CGE. В последующие годы эксплуатирующие транспортные компании окрашивали кузов в свои цвета.

## Распространение
Fiat 2411 Cansa был одной из самых распространённых моделей итальянских троллейбусов и присутствовал почти во всех троллейбусных депо полуострова.

## Сохранившиеся экземпляры
Троллейбусы были сохранены операторами общественного транспорта городов Сан-Ремо (серийный номер 29), Ливорно (№ 63) и Модена (№ 33).